# Maravilhas do Conto Universal
Maravilhas do Conto Universal foi uma coleção organizada e publicada pela editora Cultrix na década de 1950 que recebeu inúmeras reedições nas décadas posteriores. Organizada por Diaulas Riedel, trazia em seus volumes, a princípio de capa dura, coletâneas divididas pela nacionalidade dos autores ou temáticas, sendo todos traduzidos do idioma original. Foi uma das coleções que, ao lado das coleções da Nova Cultural, deram início à difusão de obras de referência e divulgação dos clássicos da literatura no Brasil. A editora Cultrix, atualmente associada com a editora Pensamento, não edita mais a coleção.

## Volumes
Dentre as dezenas de títulos lançados, constam:
1. Maravilhas do Conto Alemão
2. Maravilhas do Conto Amoroso
3. Maravilhas do Conto de Aventuras
4. Maravilhas do Conto Bíblico (1960)
5. Maravilhas do Conto Brasileiro
6. Maravilhas do Conto Brasileiro Moderno
7. Maravilhas do Conto Espanhol
8. Maravilhas do Conto Fantástico (1958) - organizada por Fernando Correia da Silva, com seleção e introdução de José Paulo Paes[1]
9. Maravilhas do Conto Feminino
10. Maravilhas do Conto de Ficção Científica
11. Maravilhas do Conto Francês
12. Maravilhas do Conto Hispano-Americano
13. Maravilhas do Conto Histórico
14. Maravilhas do Conto Humorístico
15. Maravilhas do Conto Inglês
16. Maravilhas do Conto Italiano (1959) - organizada por Diaulas Riedel e Aldo Bagnotti, com introdução e notas de Edgard Cavalheiro[1]
17. Maravilhas do Conto Mitológico
18. Maravilhas do Conto de Natal
19. Maravilhas do Conto Norte-Americano
20. Maravilhas do Conto Policial
21. Maravilhas do Conto Popular
22. Maravilhas do Conto Português
23. Maravilhas do Conto Russo
24. Maravilhas do Conto Universal